# Île Gi
L’île Gi est une îlot de Nouvelle-Calédonie appartenant administrativement à Nouméa.